# Världsutställningen 1878

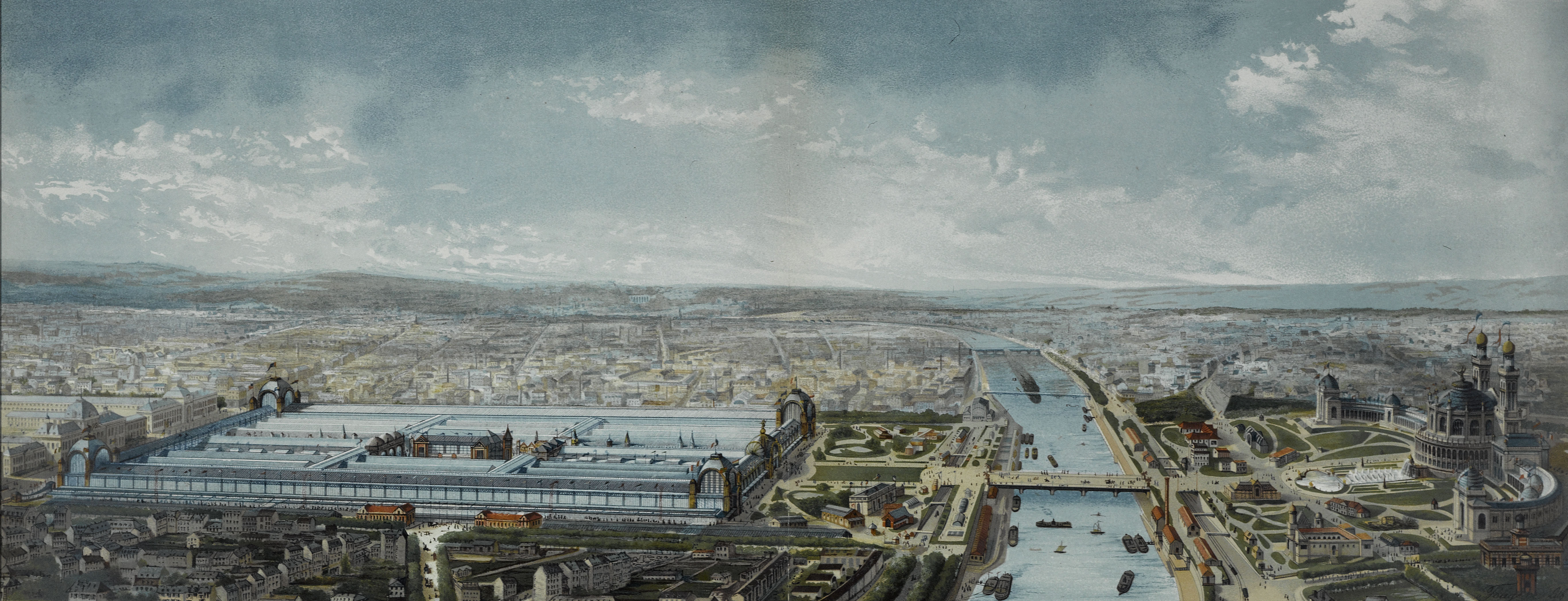
Vy över utställningsområdet.

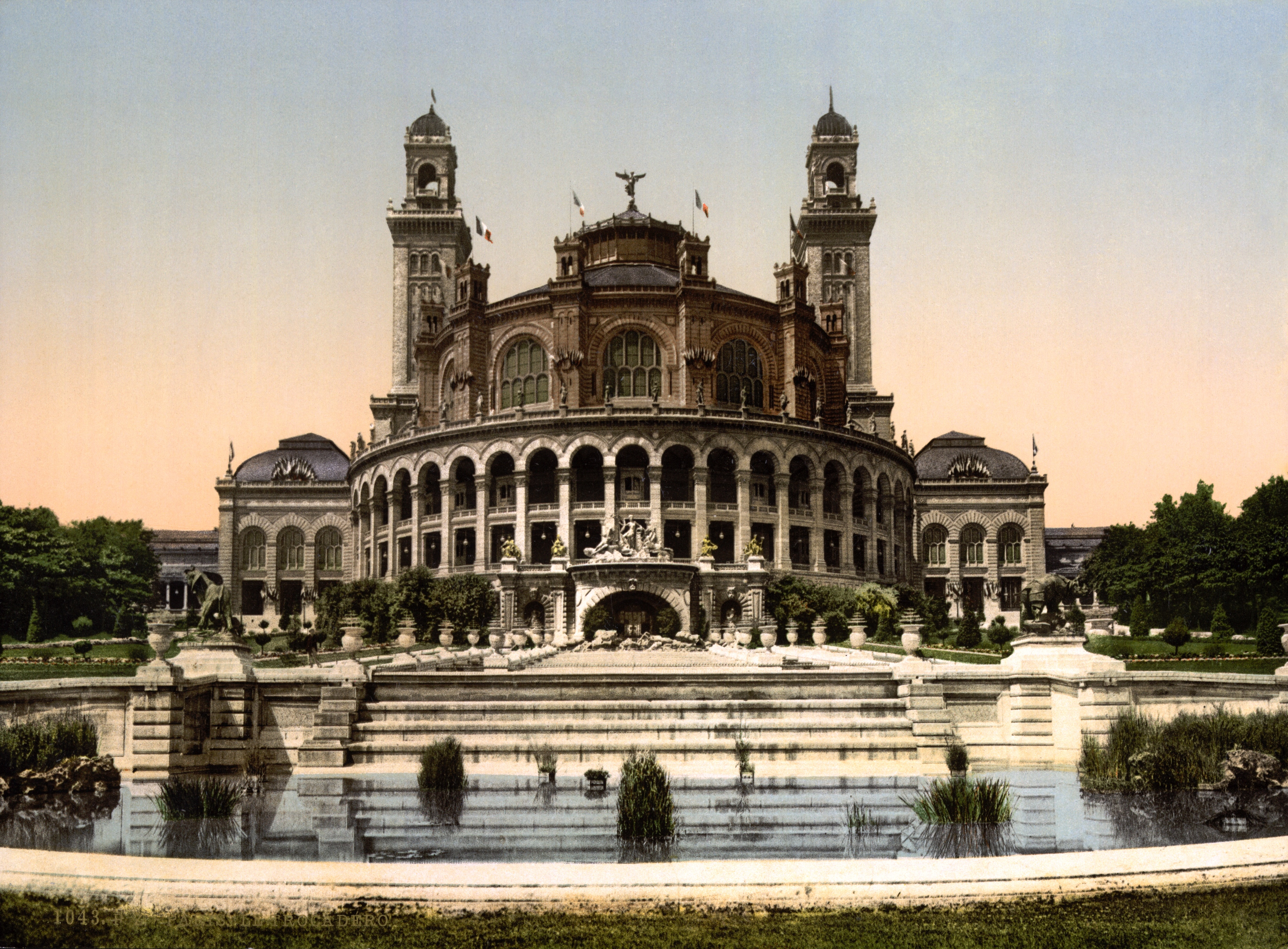
Frankrikes paviljong.

Världsutställningen 1878 var den tredje världsutställningen i Paris. Den var öppen mellan den 1 maj och 10 november 1878 och firade Frankrikes återhämtning efter Fransk-tyska kriget 1870-1871.
Alla byggnader var inte klara på öppningsdagen eftersom politiska komplikationer hade hindrat den franska regeringen att marknadsföra utställningen. Den 1 juni, en månad efter invigningen, var allt klart.
Utställningen var den dittills största i världen och täckte över 267 000 kvadratmeter, huvudbyggnaden på Champ de Mars var 219 000 kvadratmeter. Franska utställare fyllde halva ytan, medan andra länder fyllde den resterande ytan. Tyskland var det enda större landet som inte var representerat, men det fanns ett fåtal tyska tavlor. USA:s utställning inkluderade ett flertal bidragsgivare, bland annat Pierce M. B. Young samt andra militärer, politiker och kändisar.
Storbritannien, Brittiska Indien, Kanada, Victoria, New South Wales, Queensland, South Australia, Kapkolonin samt några av de brittiska kronkolonierna upptog nästan en tredjedel av denna yta. I den brittiska utställningen betalade varje koloni för sina kostnader, den stod under kontroll av en kunglig kommission med Prins Albert Edvard, senare Edvard VII av Storbritannien, som ordförande.
Utställningen för konst och nya maskiner var en 730 meter lång gata med exempel från nästan alla länder i Europa och flera i Asien, Afrika och Amerika. 
På Seines norra strand fanns en 76 meter hög byggnad där Frihetsgudinnans färdigställda huvud visades den 30 juni, medan andra delar visades på Champs de Mars.
Bland de många uppfinningarna visades Alexander Graham Bells telefon. Elektriskt ljus hade installerats längs hela Avenue de l'Opera och Place de l'Opera, i juni slogs strömbrytaren på och området lystes upp av lampor uppfunna av Thomas Edison, som också ställde ut en megafon och en fonograf. Internationella juryer bedömde de olika utställningarna, som belönades med medaljer i guld, silver och brons. En populär attraktion var ett mänskligt zoo med 400 infödingar.
Över 13 miljoner personer betalade inträde till utställningen som blev en ekonomisk succé. 